# Club Escacs Barceloneta
El Club Escacs Barceloneta fou una entitat esportiva de Barcelona associada a la Federació Catalana d'Escacs. Fundat durant la dècada de 1940, fou un club amateur centrat en la formació. Jugà a primera divisió catalana, la segona categoria d'escacs de Catalunya. El 1997 fundà el portal d'escacs Ajedrez Noticias Diarias d'informació de torneigs actuals i futurs. També organitzà torneigs internacionals que tenia lloc el setembre al Centre Cívic de la Barcelona on la segona edició del 2002 hi assistiren 170 jugadors.
Tenia la seu al barri de la Barceloneta concretament el local del número 25 del carrer Andrea Dòria (propietat de l'Ajuntament de Barcelona), però per qüestions urbanístiques, el 2007 s'hagué de traslladar en no poder fer front l'alt cost del lloguer que els darrers anys s'incrementà considerablament. Finalment, el 2010 acabà integrant-se al Club Escacs Barcelona-Vulcà, per crear el nou Club Escacs Barcelona.
Antoni Ayza i Casamitjana formà part del club abans de presidir la Federació Catalana.